# Eduardo Berizzo
Manuel Eduardo „Toto” Berizzo (ur. 13 listopada 1969 w Cruz Alta) – argentyński trener i piłkarz pochodzenia włoskiego, grający podczas kariery na pozycji obrońcy. Trener meksykańskiego Club León.

## Kariera klubowa
Eduardo Berizzo rozpoczął karierę w klubie Newell’s Old Boys Rosario w 1988. Z Newell’s Old Boys dwukrotnie zdobył mistrzostwo Argentyny: 1991 i Clausura 1992. W 1993 Berizzo wyjechał do Meksyku, gdzie został zawodnikiem Atlasu Guadalajara.
W lidze meksykańskiej zadebiutował 14 sierpnia 1993 w przegranym 1-2 meczu z Santosem Laguna. W Meksyku występował do 1996, kiedy to 20 kwietnia w zremisowanym 2-2 z Veracruz Berizzo po raz ostatni wystąpił w lidze. Ogółem w lidze meksykańskiej Berizzo rozegrał 94 mecze, w których strzelił 10 bramek. W 1996 powrócił do Argentyny, gdzie został zawodnikiem River Plate. Z River Plate dwukrotnie zdobył mistrzostwo Argentyny: Clausura 1997, Apertura 1997. Na arenie międzynarodowej zdobył Supercopa Sudamericana w 1997. W 1999 Berizzo wyjechał do francuskiego Olympique Marsylia, jednak po rozegraniu 13 meczów powrócił do River, z którym zdobył swój piąty tytuł mistrza Argentyny Clausura 2000.
W styczniu 2001 Berizzo został zawodnikiem hiszpańskiej Celty Vigo. W Primera División zadebiutował 13 stycznia 2001 w przegranym 0-1 meczu z UD Las Palmas. Z Celtą w 2003 zakwalifikował się do Ligi Mistrzów. Celta dotarła do 1/8 tych rozgrywek, gdzie odpadła z Arsenalem. W przeciwieństwie do Ligi Mistrzów w Primera División Celta grała fatalnie i po zajęciu przedostatnie miejsca spadła do Segunda División. Berizzo w tym sezonie aż czterokrotnie był usuwany z boiska. Po roku w Segunda División Celta powróciła do hiszpańskiej ekstraklasy.
Ostatni sezon w swojej kariery Berizzo spędził w Cádiz CF. W Cádiz 13 maja 2006 w wygranym 5-0 z Malagą Berizzo rozegrał swój ostatni mecz w karierze. Ogółem w latach 2001-2005 rozegrał w lidze hiszpańskiej 104 mecze, w których strzelił 4 bramki.
| Sezon     | Klub                      | Kraj      | Rozgrywki         | Mecze | Bramki |
| --------- | ------------------------- | --------- | ----------------- | ----- | ------ |
| 1988/89   | Newell’s Old Boys Rosario | Argentyna | Primera División  | 2     | 0      |
| 1989/90   | Newell’s Old Boys Rosario | Argentyna | Primera División  | 29    | 1      |
| 1990/91   | Newell’s Old Boys Rosario | Argentyna | Primera División  | 37    | 4      |
| 1991/92   | Newell’s Old Boys Rosario | Argentyna | Primera División  | 32    | 3      |
| 1992/93   | Newell’s Old Boys Rosario | Argentyna | Primera División  | 26    | 2      |
| 1993/94   | Club Atlas                | Meksyk    | Primera División  | 32    | 3      |
| 1994/95   | Club Atlas                | Meksyk    | Primera División  | 35    | 6      |
| 1995/96   | Club Atlas                | Meksyk    | Primera División  | 27    | 1      |
| 1996/97   | River Plate               | Argentyna | Primera División  | 34    | 1      |
| 1997/98   | River Plate               | Argentyna | Primera División  | 30    | 1      |
| 1998/99   | River Plate               | Argentyna | Primera División  | 30    | 1      |
| 1999/2000 | Olympique Marsylia        | Francja   | Première Division | 13    | 0      |
| 1999/2000 | River Plate               | Argentyna | Primera División  | 16    | 2      |
| 2000/01   | River Plate               | Argentyna | Primera División  | 14    | 0      |
| 2000/01   | Celta Vigo                | Hiszpania | Primera División  | 17    | 1      |
| 2001/02   | Celta Vigo                | Hiszpania | Primera División  | 20    | 1      |
| 2002/03   | Celta Vigo                | Hiszpania | Primera División  | 27    | 2      |
| 2003/04   | Celta Vigo                | Hiszpania | Primera División  | 27    | 2      |
| 2004/05   | Celta Vigo                | Hiszpania | Segunda División  | 11    | 0      |
| 2005/06   | Cádiz CF                  | Hiszpania | Primera División  | 14    | 0      |

## Kariera reprezentacyjna
W reprezentacji Argentyny Berizzo zadebiutował 9 października 1996 w wygranym 5-2 wyjazdowym meczu eliminacji Mistrzostw Świata 1998 z Wenezuelą. W następnym roku wystąpił w turnieju Copa América. Na turnieju wystąpił w meczu ćwierćfinałowym z Peru, w którym w 67 min. został wyrzucony z boiska.
W 1999 po raz drugi został powołany na Copa América. Na turnieju w Paragwaju był rezerwowym i nie wystąpił w żadnym meczu. Ostatni raz w reprezentacji wystąpił 15 listopada 2000 z wygranym 2-0 wyjazdowym meczu eliminacji Mistrzostw Świata 2002 z Chile. Ogółem w barwach albicelestes wystąpił w 13 meczach.

## Kariera trenerska
Zaraz po zakończeniu kariery piłkarskiej Eduardo Berizzo został trenerem. W latach 2007-2010 był asystentem Marcelo Bielsy w prowadzonej przez niego reprezentacji Chile. W 2011 rozpoczął pracę na własny rachunek w Estudiantes La Plata. Po krótkim nieudanym epizodzie w argentyńskim klubie przeniósł się jeszcze tego samego roku do chilijskiego O’Higgins, które już pierwszym sezonie doprowadził do finału Pucharu Chile, a w 2013 zdobył pierwsze mistrzostwo w historii tego klubu. Latem 2014, po wygraniu chilijskiego Superpucharu, zastąpił w Celcie Vigo odchodzącego do Barcelony Lusia Enrique. W 2017 roku zdecydował się nie przedłużać wygasającego kontraktu i odszedł z Celty po trzech latach pracy. 7 czerwca 2017 został trenerem Sevilli FC. Zastąpił na tym stanowisku Jorge Sampaoliego. 22 grudnia 2017 roku, z powodu słabych wyników, został zwolniony z funkcji trenera Sevilli FC. 31 maja 2018 roku został ogłoszony nowym szkoleniowcem Athletic Bilbao.